# Lozica
Lozica ist ein Dorf in der Gemeinde Dubrovnik in der kroatischen Gespanschaft Dubrovnik-Neretva.

## Lage
Lozica befindet sich fünf Kilometer nordwestlich der Stadt Dubrovnik und liegt an der Jadranska Magistrala. Das Dorf befindet sich an der Abzweigung der Straße, die um die Rijeka Dubrovačka führt. Es liegt sowohl unterhalb als auch oberhalb der Straße zwischen den Dörfern Zaton und Mokošica.

## Geschichte
Lozica ist ein ziemlich junges Dorf, das während der 1970er Jahre entstand und noch immer wächst. Wie viele andere Dörfer der Gemeinde, wurde Lozica während des Kroatienkriegs von 1991 bis 1995 von der Volksbefreiungsarmee und den Tschetniks völlig zerstört und niedergebrannt.

## Wirtschaft
Der Ort lebt hauptsächlich vom Tourismus aus Ländern des ehemaligen Jugoslawiens und ist auf die Sommersaison angewiesen.

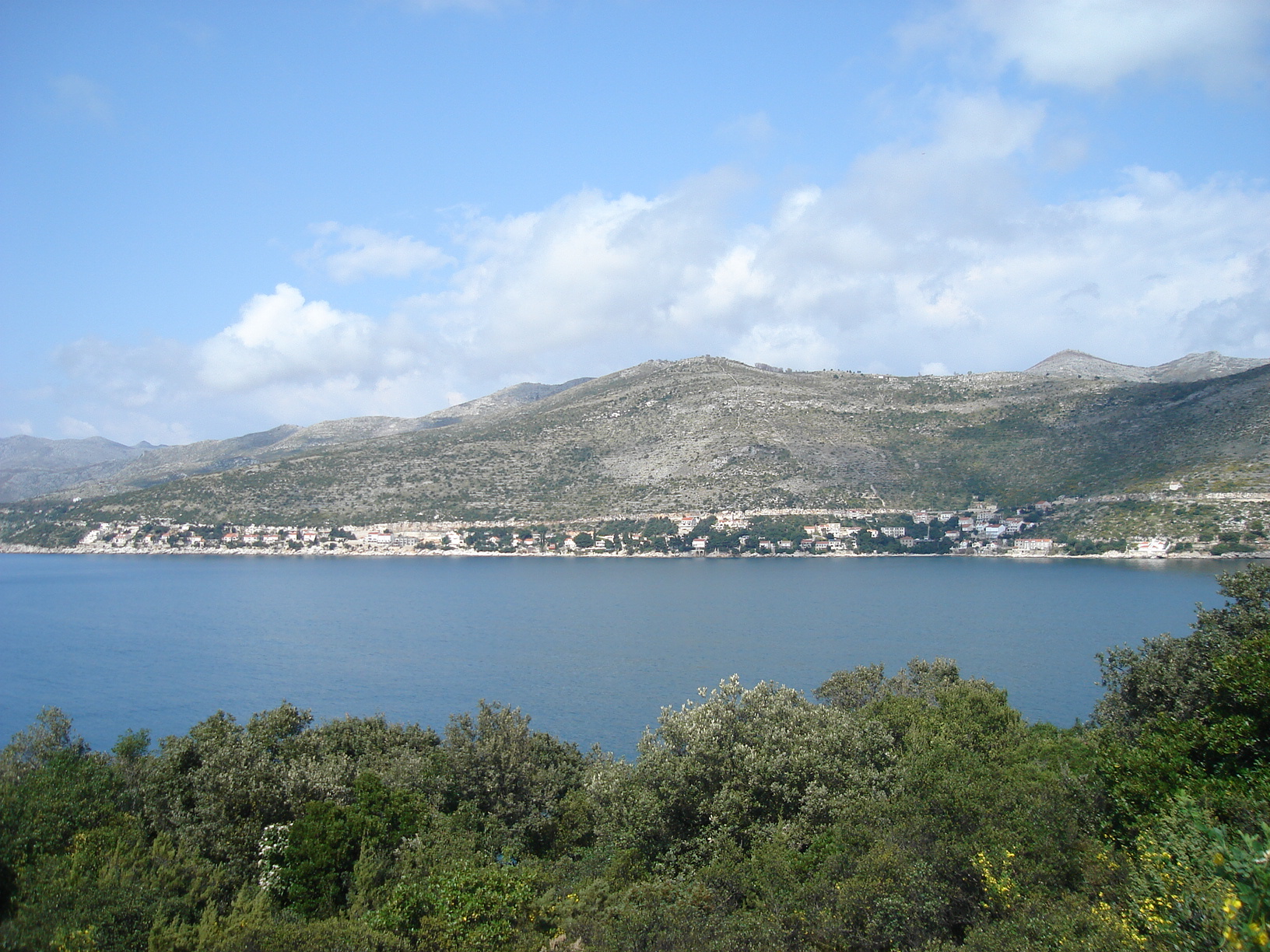
Lozica von der gegenüberliegenden Insel Daksa aus gesehen